# Likhit Ruk
Likhit Ruk (Thai: เลิขิตรัก) ist eine thailändische Fernsehserie, die vom 14. Mai bis 19. Juni 2018 auf Channel 3 ausgestrahlt wurde.

## Handlung
Da ihr Leben nach ihrer Krönung in Gefahr war, wurde Kronprinzessin Alice des Landes Hrysos heimlich nach Thailand geschickt, wo Dawin Samuthyakorn, ein Oberleutnant der thailändischen Marine und Navy SEAL, ihr Leibwächter wird.

## Besetzung
- Nadech Kugimiya als Prinzessin Alice Madeleine Thereza Phillipe (Naree Singjun-Samuthyakorn)
- Urassaya Sperbund als Oberleutnant Dawin Samuthyakorn
- Sara Legge als Prinzessin Catherine „Kate“ William Ann Phillipe
- Intad Leowrakwong als Prinz Alan Aaron Mark Andre Phillipe
- Khunnarong Prathetrat als Pilot Ratchata „Hin“ Janenapa
- Rawiwan Bunprachom als Sergeant Danika „Paen“ Samuthyakorn
- Nirut Sirijanya als König Henry Antoine Phillipe von Hrysos
- Nithichai "Yuan" Yotamornsunthorn als Leutnant Pakorn „Kan“ Chanchit
- Natthapong Chartpong als Zweiter Leutnant Lopboon „Ling“ Jitdeva
- Jakkrit Ammarat als General Sakchaiara Legge
- Parisaya Jaronetisat als JC, Alice Leibwächter
- Teerapong Leowrakwong als Prinz Andre Phillipe
- Cindy Bishop als Prinzessin Mona
- Yanin Vismitananda als Petra, Alice Leibwächter
- Matthew Deane als Prinz William „Wil“
- Peter Corp Dyrendal als Haedeth
- Areeya Chumsai als Generalmajor Sawanee Samuthyakorn, Mutter von Dawin
- Sakuntala Thianphairot als Priew, Frau von Lopboon
- Jaidee Deedeedee als Frau von Sakchaiara